# Ruda (gmina Serokomla)
Ruda (dawn. Ruda Serokomelska) – wieś w Polsce położona w województwie lubelskim, w powiecie łukowskim, w gminie Serokomla. Przez miejscowość przepływa rzeka Czarna, dopływ Tyśmienicy.
| SIMC    | Nazwa      | Rodzaj    |
| ------- | ---------- | --------- |
| 0686434 | Karolina   | kolonia   |
| 0686428 | Złodziejów | część wsi |

1 października 1931 z gminy Białobrzegi odłączono wieś Ruda (336 ha) i kolonię Karolina (169,68 ha), włączając je do gminy Serokomla.
W latach 1975–1998 miejscowość należała administracyjnie do województwa siedleckiego.
Wieś stanowi sołectwo w gminie Serokomla. Według Narodowego Spisu Powszechnego z roku 2011 wieś liczyła 258 mieszkańców.
Wierni Kościoła rzymskokatolickiego należą do parafii św. Stanisława w Serokomli.